# Stanislav Velický
Stanislav Velický (ur. 16 kwietnia 1981 w Lakšárskiej Novej Vsi) – słowacki piłkarz grający na pozycji defensywnego pomocnika w DAC 1904 Dunajská Streda. Wcześniej reprezentował również barwy SH Senica, Dukli Bańska Bystrzyca, Bukocel Vranov nad Topľu, FK AS Trenčín, Artmedii Petržalka, SV Mattersburg, Odry Wodzisław, AEP Pafos, MFK Dolný Kubín i FC Vysočina Jihlava.